# Calamaria ceramensis
Calamaria ceramensis är en ormart som beskrevs av De Rooij 1913. Calamaria ceramensis ingår i släktet Calamaria och familjen snokar. Inga underarter finns listade.
Arten förekommer på ön Seram i Indonesien. Honor lägger ägg.